# Ашихэ
Ашихэ́ (кит. упр. 阿什河) — река в Китае, в провинции Хэйлунцзян, правый приток Сунгари.

## Исторические названия
В исторических документах река упоминалась под названиями Алэчуха хэ (阿勒楚喀河) и Аньчуху шуй (按出虎水); оба этих названия являются китайской транскрипцией маньчжурских слов, означающих «Золотая река». Когда в XII веке жившие в этих местах чжурчжэни восстали против киданьского государства Ляо, названного по реке Ляохэ, то (используя то, что само слово «ляо» означало «железо») по своей родной реке назвали своё государство «золотым», создав империю Цзинь. Впоследствии название реки исказилось до «Аши хэ».

## География
Исток реки находится на горе Дацинщань в городском уезде Шанчжи. Сначала река течёт на запад и юг, огибая гору, а затем на юго-запад. Потом, вдоль границ Учана и Ачэна, река течёт на северо-запад и, пройдя через восточные пригороды собственно Харбина, впадает в Сунгари.